# АТМ
АТМ (енгл. Asynchronous Transfer Mode) техника је преноса у телекомуникацијама која се заснива на асинхроном временском мултиплексирању одсечака промета (ћелија) величине 53 бајта, од којих је 48 користан промет, а 5 чини заглавље.
Главна одлика ове технике је да осим преноса података омогућава и квалитетан пренос других врста саобраћаја, као што су дигитализовани глас (телефон) и слика (видео). То је један од разлога за коришћење АТМ-а код услуга заснованих на ADSL-у.
АТМ је постао популаран 1990-их захваљујући телефонским компанијама и појединим произвођачима рачунара. Међутим, на крају те деценије, други производи базирани на интернет протоколима су имали бољи однос цена/перформансе, па је утицај АТМ-а временом слабио.